# Геролфинген
Геролфинген (њем. Gerolfingen) општина је у њемачкој савезној држави Баварска. Једно је од 58 општинских средишта округа Ансбах. Према процјени из 2010. у општини је живјело 1.025 становника. Посједује регионалну шифру (AGS) 9571154.

## Географски и демографски подаци
Геролфинген се налази у савезној држави Баварска у округу Ансбах. Општина се налази на надморској висини од 430 метара. Површина општине износи 12,6 km². У самом мјесту је, према процјени из 2010. године, живјело 1.025 становника. Просјечна густина становништва износи 81 становника/km².